# Tiegbe Bamba
Tiegbe Bamba (Sarcelles, 21 gennaio 1991) è un ex cestista francese con cittadinanza ivoriana.

## Carriera
Con la Costa d'Avorio ha disputato i Campionati africani del 2017 e i Campionati mondiali del 2019.

## Palmarès
- NM1: 1

Rouen: 2022-23